# Thrypticus suturalis
Thrypticus suturalis är en tvåvingeart som först beskrevs av Johann Wilhelm Meigen 1830.  Thrypticus suturalis ingår i släktet Thrypticus och familjen styltflugor. Inga underarter finns listade i Catalogue of Life.